# 小行星6663
小行星6663（英語：6663 Tatebayashi）是一颗围绕太阳公转的小行星。1993年2月12日，小林隆男在大泉町发现了此天体。
这颗小行星的绝对星等为95.20584等。